# 치치트

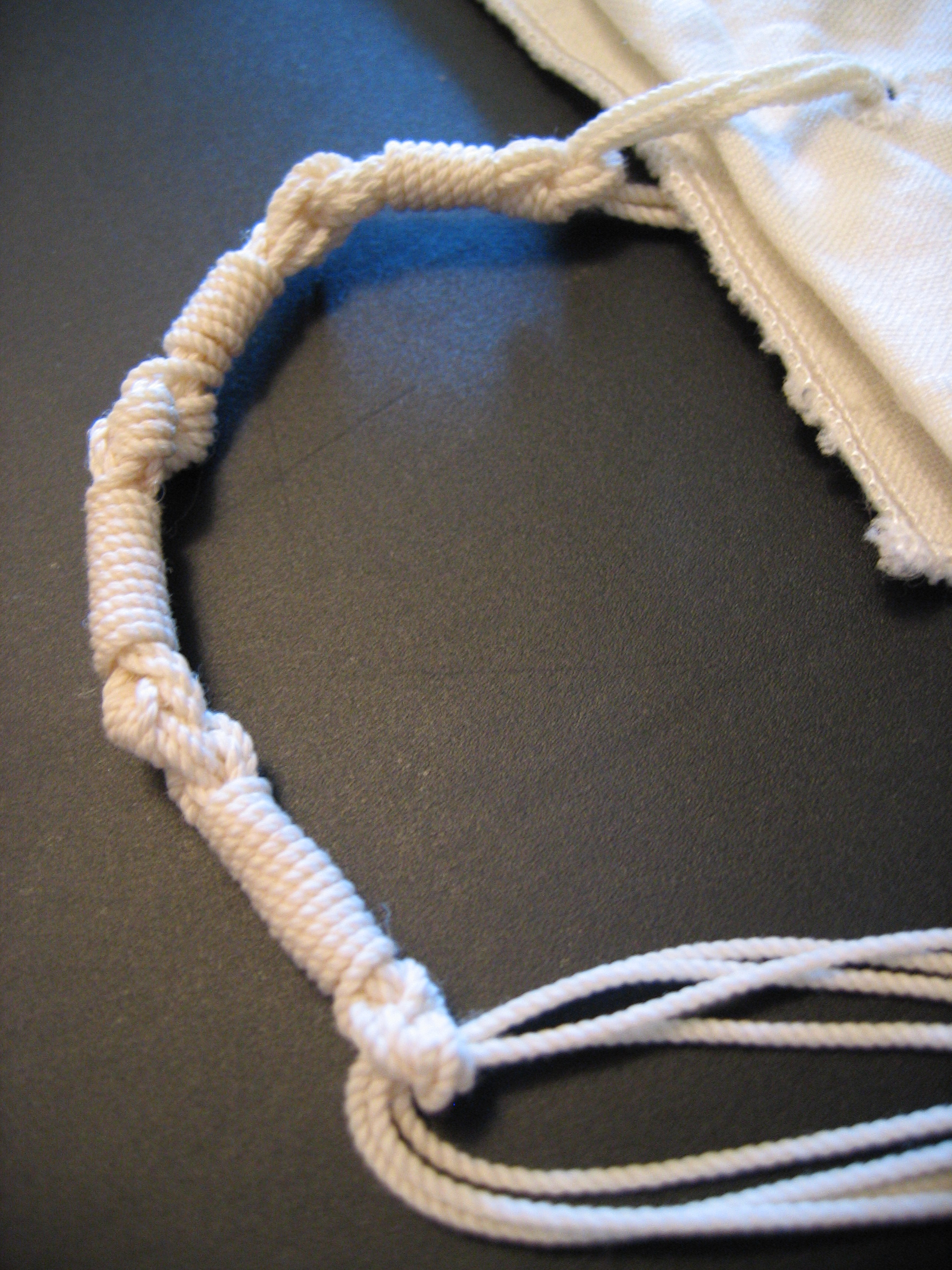
치치트 (옷단술)

치치트(히브리어: ציצית, tsitsit, 옷단술)란 유대인들이 종교적 의식으로 주로 기도할 때에 입는 탈리트(기도보, tallit, prayer shawl)의 아랫 부분 4곳에 달린 옷술을 말한다. 주로 청색의 면으로 만든다. 여호와 하나님의 계명에 순종하고 그에게 충성을 한다는 의미를 가지고 있다.
"(민 15:37) 여호와께서 모세에게 말씀하여 이르시되. (민 15:38) 이스라엘 자손에게 명령하여 대대로 그들의 옷단 귀에 술을 만들고 청색 끈을 그 귀의 술에 더하라. (민 15:39) 이 술은 너희가 보고 여호와의 모든 계명을 기억하여 준행하고 너희를 방종하게 하는 자신의 마음과 눈의 욕심을 따라 음행하지 않게 하기 위함이라. (민 15:40)그리하여 너희가 내 모든 계명을 기억하고 행하면 너희의 하나님 앞에 거룩하리라. (민 15:41) 나는 여호와 너희 하나님이라 나는 너희의 하나님이 되려고 너희를 애굽 땅에서 인도해 내었느니라 나는 여호와 너희의 하나님이니라."

## 같이 보기
- 탈리트